# Turnaj na Gorlanu
Turnaj na Gorlanu (The Tournament at Gorlan) je první díl prequel knižní série První roky k souboru Hraničářův učeň od australského spisovatele Johna Flanagana. Děj se odehrává 15 let před prvním dílem Rozvaliny Gorlanu a navazuje na povídku Hiberňan z knížky Ztracené příběhy. Hlavními hrdiny jsou tedy Halt s Crowleym, kteří se snaží zabránit Morgarathovi uchvátit moc v království Araluen. V australském originále knížka vyšla v roce 2015 u nakladatelství Random House a českého překladu se čtenáři dočkali o rok později, když vyšla u nakladatelství Egmont.

## Děj
Děj navazuje na povídku Hiberňan, kde se Halt s Crowleym seznámili. Nyní se snaží utéct před Morgarathovými vojáky a zároveň najít prince Duncana, který má pravomoc přebudovat hraničářský sbor v akceschopnou jednotku. Morgarath jej totiž rozložil, aby snáze mohl uchvátit araluenský trůn.
Oba přátelé se doslechnou, že princ Duncan přepadává severní vesnice Araluenu a také Pikty (ta odpovídá Skotsku), a podniká i útoky do Pikty, čímž může vyprovokovat mezi zeměmi válku. Vydají se tedy za princem a zjistí, že se jedná pouze o podvodníka, který zřejmě chce pošpinit skutečného Duncana.
Během své cesty Halt s Crowleym zadrží Morgarathova posla. Z jeho listiny se dozví, že prince drží na hradě Divoká voda a Morgarath má v plánu přesvědčit jeho otce, krále Osvalda (kterého drží na svém hradě), aby prince vydědil. Také zjistí jména dvanácti hraničárů, kteří mají být (jako několik jejich předchůdců) očerněni a propuštěni z hraničářského sboru, protože jsou věrni králi Osvaldovi. Postupně se jim je povede shromáždit a připojí se k nim i Pritchard, starší hraničář, který učil Crowleyho i Halta. K jejich snaze se přidá i baron Arald a lady Paulina. Rozhodnou se, že Morgaratha zastaví na turnaji, který se bude konat na Gorlanu. Právě tam chce totiž Morgarath veřejně vyrukovat se svojí vzpourou.
Hraničáři ještě před turnajem zachrání prince Duncana a zadrží toho falešného, který se ve skutečnosti jmenuje Tiller. Během turnaje se Morgarath pokouší přesvědčit část baronů, aby jej podpořili jako nového krále. Také vyzve Aralda na souboj, čehož hraničáři využijí a osvobodí krále Osvalda. Mezitím Morgarath, který s Araldem prohrává, použije bojové kopí, čímž poruší pravidla a vyhodí Aralda ze sedla. Chystá se ho zabít, ale tomu zabrání Duncan a Morgaratha obviní ze zrady. Morgarath vše popírá a tvrdí, že zrádce je Duncan, protože porušoval dohodu s Piktou.
Do slovní potyčky, která má přesvědčit nerozhodnuté barony, zasáhne král Osvald, který také Morgaratha obviní. Ten prohlásí, že chce, aby jej soudila rada baronů, a mezitím se opevní na svém hradě, který poté obklíčí vojska některých baronů. O měsíc později při prohlídce hradu Halt zjistí, že Morgarath s vojáky utekl tajnou chodbou a při útěku zabil Pitcharda, za což Halt přísahá, že Morgaratha zabije.